# Dwór w Podlesiu
Dwór w Podlesiu – zabytkowy dwór w Podlesiu w powiecie częstochowskim. Do rejestru zabytków woj. śląskiego wpisano park dworski z XVIII w. pod nr 657 z datą z 18 grudnia 1957. Dwór znajduje się w zespole dawnych zabudowań folwarcznych ze zniszczoną gorzelnią oraz zaniedbanym parkiem.

## Historia
W I połowie XVIII wieku właścicielami Podlesia byli Tęgoborscy, dlatego budynek nazywany jest czasami dworem Tęgoborskich. Jednak w 1810 roku miejscowy folwark trafia do Wojciecha Ostrowskiego z Radoszewnicy pod Koniecpolem, jako posag żony Teresy z Potockich. Następnie przekazany został lekarzowi Franciszkowi Bergerowi, w zamian za bezpłatne leczenie chłopów i mieszczan z dóbr Koniecpolskich.
Budynek dworu powstał pod koniec XVIII wieku za czasów zarządzania majątkiem Podlesia przez rodzinę Potockich i Czapskich. Inne źródła podają, że dwór wybudował niemiecki kolonista Karol Lochmann, który kupił majątek w 1829 roku. W czasach PRL-u we dworze znajdowała się przychodnia zdrowia, poczta. Od 1966 roku w budynku mieściła się szkoła podstawowa. Obecnie budynek w stanie zniszczonym jest własnością prywatną i jest remontowany.

## Położenie
Budynek dworu położony jest w północnej części miejscowości przy drodze do Zagacia, naprzeciwko kościoła pw. św. Idziego. Około 400 m na północ od dworu znajdują się pozostałości obronnej siedziby rycerskiej z okresu średniowiecza (przypuszczalnie) w formie dużego i dobrze zachowanego grodziska stożkowatego.

## Architektura
Jest to budynek murowany – tynkowany wzniesiony na planie prostokąta o wymiarach 13 × 30 mb, dziewięcioosiowy. Położony jest frontem na południe. Budynek jednokondygnacyjny z dwuspadowym dachem krytym blachą. Fasada niesymetryczna, podzielona przez wejście główne mieszczące się na prawo od osi budynku. Do drzwi wejściowych prowadzą szerokie schody przechodzące w niewielki taras stworzony przez zagłębienie fasady wsparte na dwóch kolumnach toskańskich. Od strony zachodniej znajduje się drugie wejście do budynku. Po jednej i drugiej stronie budynku znajdują się otwory okienne bez cech stylowych.